# Đội tuyển Fed Cup Oman
Đội tuyển Fed Cup Oman đại diện Oman ở giải đấu quần vợt Fed Cup và được quản lý bởi Hiệp hội Quần vợt Oman. Đội chưa thi đấu lại kể từ năm 2012.

## Lịch sử
Oman tham dự kì Fed Cup đầu tiên vào năm 2011. Thành tích tốt nhất của đội là vào Play-off hạng 7-8 của Nhóm II khu vực châu Á/châu Đại Dương.